# Bembecia bohatschi
Bembecia bohatschi is een vlinder uit de familie wespvlinders (Sesiidae), onderfamilie Sesiinae.
Bembecia bohatschi is voor het eerst wetenschappelijk beschreven door Püngeler in 1905. De soort komt voor in het Palearctisch gebied.